# Incisura radialis ulnae

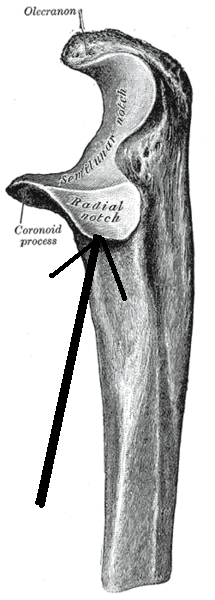
A singcsont (A nyíl mutatja a mélyedést)

A incisura radialis ulnae a singcsonton (ulna) található keskeny, téglalap alakú ízületi bemélyedés a processus coronoideus ulnae külső felszínén. Itt fogadja az orsócsont (radius) nyakának körkörös porccal borított ízületi felszínét. A ligamentum annulare radii-nak biztosít tapadási helyet.